# S.C. Braga
Sporting Clube de Braga (phát âm tiếng Bồ Đào Nha: [ˈspɔɾtĩ ˈkluβɨ ðɨ ˈβɾaɣɐ]), thường được gọi là Sporting de Braga hay chỉ là Braga, là một câu lạc bộ bóng đá chuyên nghiệp Bồ Đào Nha có trụ sở tại thành phố Braga. Câu lạc bộ hiện đang chơi tại Giải bóng đá Ngoại hạng Bồ Đào Nha.
Ở Bồ Đào Nha đội bóng nổi tiếng chỉ sau nhóm Big 3 (F.C. Porto, S.L. Benfica, Sporting Clube de Portugal).
Braga đã giành được chức vô địch UEFA Intertoto Cup 2008.
Đội bóng từng lọt vào trận chung kết UEFA Europa League 2010/11 nhưng để thua trước đội bóng đồng hương là F.C. Porto.
Braga cũng có 2 lần tham dự UEFA Champions League nhưng đều không vượt qua vòng bảng.
Sân nhà của Braga là sân vận động Thành phố Braga với sức chứa 30.286 chỗ ngồi.

## Cầu thủ

### Đội hình hiện tại
Tính đến ngày 9/2/2024
Ghi chú: Quốc kỳ chỉ đội tuyển quốc gia được xác định rõ trong điều lệ tư cách FIFA. Các cầu thủ có thể giữ hơn một quốc tịch ngoài FIFA.
| Số | VT | Quốc gia     | Cầu thủ                                  |
| -- | -- | ------------ | ---------------------------------------- |
| 1  | TM | Brasil       | Matheus                                  |
| 2  | HV | Tây Ban Nha  | Víctor Gómez                             |
| 4  | HV | Mali         | Sikou Niakaté                            |
| 5  | HV | Thổ Nhĩ Kỳ   | Serdar Saatçı                            |
| 6  | HV | Bồ Đào Nha   | José Fonte (đội phó)                     |
| 7  | TĐ | Bồ Đào Nha   | Bruma                                    |
| 9  | TĐ | Tây Ban Nha  | Abel Ruiz                                |
| 10 | TV | Ý            | Cher Ndour (mượn từ Paris Saint-Germain) |
| 11 | TĐ | Guiné-Bissau | Roger Fernandes                          |
| 12 | TM | Bồ Đào Nha   | Tiago Sá                                 |
| 14 | TĐ | Tây Ban Nha  | Álvaro Djaló                             |
| 15 | HV | Bồ Đào Nha   | Paulo Oliveira                           |
| 16 | TV | Uruguay      | Rodrigo Zalazar                          |

| Số | VT | Quốc gia               | Cầu thủ                    |
| -- | -- | ---------------------- | -------------------------- |
| 17 | HV | Thụy Điển              | Joe Mendes                 |
| 18 | TV | Brasil                 | Vitor Carvalho             |
| 19 | HV | Tây Ban Nha            | Adrián Marín               |
| 20 | TĐ | Bồ Đào Nha             | Rony Lopes                 |
| 21 | TĐ | Bồ Đào Nha             | Ricardo Horta (đội trưởng) |
| 22 | TV | Bồ Đào Nha             | Pizzi                      |
| 23 | TĐ | Cộng hòa Dân chủ Congo | Simon Banza                |
| 26 | HV | Colombia               | Cristian Borja             |
| 28 | TV | Bồ Đào Nha             | João Moutinho              |
| 31 | TM | Brasil                 | Bernardo                   |
| 90 | TV | Sénégal                | Djibril Soumaré            |
| 91 | TM | Cộng hòa Séc           | Lukáš Horníček             |